# Sieteiglesias de Tormes
Sieteiglesias de Tormes es un municipio y localidad española de la provincia de Salamanca, en la comunidad autónoma de Castilla y León. Se integra dentro de la comarca de la Tierra de Alba. Pertenece al partido judicial de Salamanca y a la Mancomunidad Pantano de Santa Teresa.
Su término municipal está formado por las localidades de Sieteiglesias y Pedro Martín, ocupa una superficie total de 14,29 km² y según los datos demográficos recogidos en el padrón municipal elaborado por el INE en el año 2017, cuenta con una población de 191 habitantes.

## Símbolos

### Escudo
El escudo heráldico que representa al municipio fue aprobado con el siguiente blasón:

«Escudo partido y entado en punta y caído, formando tres cuarteles. Cuartel derecho o diestro, izquierdo según se contempla, por su posición ostenta las Armas principales; sobre campo sinople, bordón de prior, de plata, con un remate en forma de capilla y sobre ella una flor de lis. Cuartel izquierdo o siniestro, derecho según se contempla, por su posición ostenta Armas secundarias; jaquelado de ocho puntos de plata y siete de azur. Cuartel entado en punta y caído, sobre campo azur, ondeado de plata»

### Bandera
El ayuntamiento no ha adoptado aún una bandera para el municipio.

## Historia
Su fundación se remonta a la repoblación efectuada por los reyes de León en la Edad Media, denominándose entonces Siet Ecclesias, quedaba integrado en el cuarto de Allende el Río de la jurisdicción de Alba de Tormes, dentro del Reino de León, teniendo ya en el siglo XV el nombre de Sieteiglesias. Con la creación de las actuales provincias en 1833, quedó encuadrado en la provincia de Salamanca, dentro de la Región Leonesa, formando parte del partido judicial de Alba de Tormes hasta la desaparición de este y su integración en el de Salamanca.

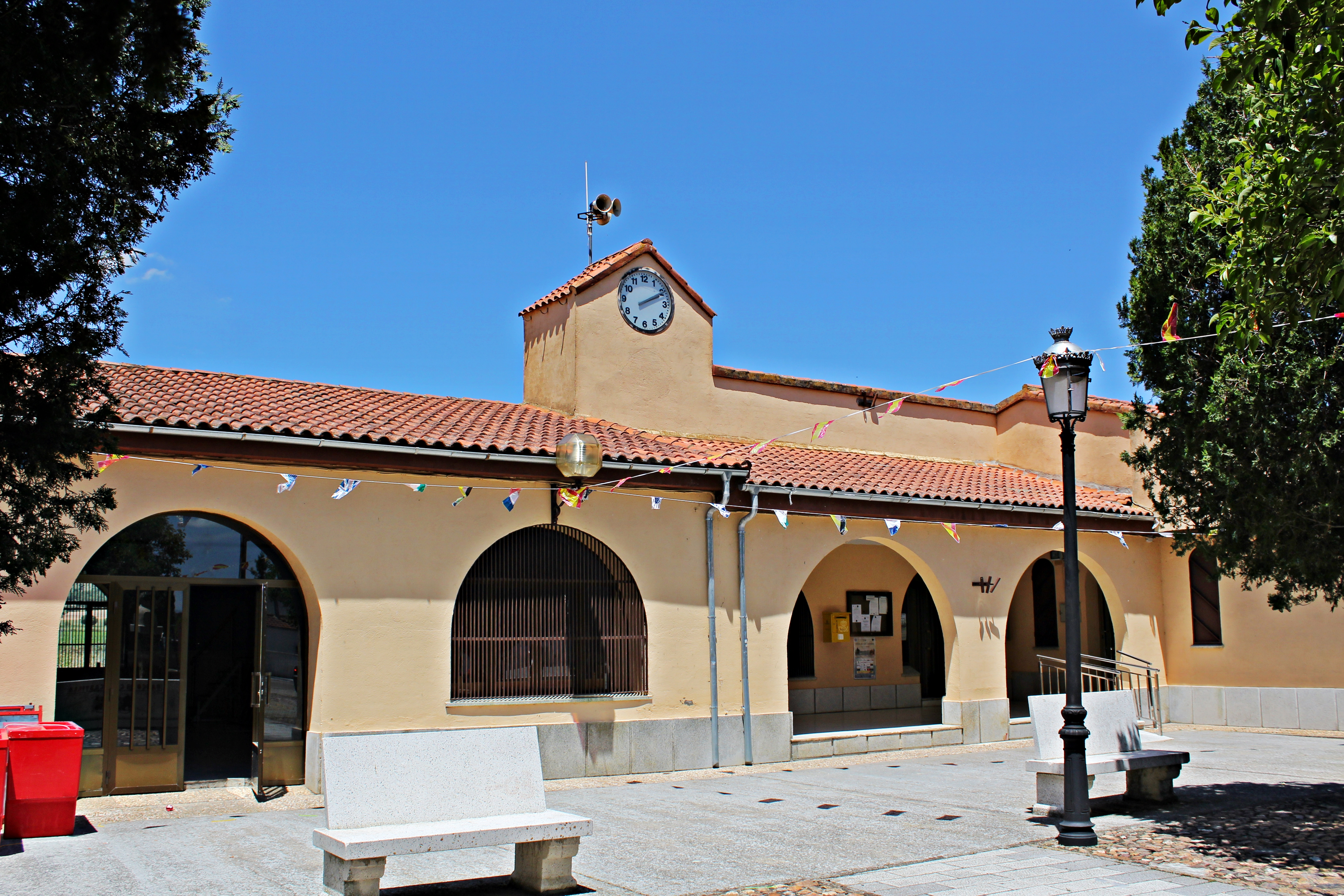
Casa consistorial.

## Demografía
Sieteiglesias de Tormes cuenta con una población de 164 habitantes (INE 2024).
| Gráfica de evolución demográfica de Sieteiglesias de Tormes entre 1842 y 2021 |
| |
| Población de derecho según los censos de población del INE Población de hecho según los censos de población del INEEn estos censos se denominaba Siete Iglesias: 1842, 1857, 1860, 1877, 1887, 1897, 1900 y 1910 |

### Núcleos de población
El municipio se divide en varios núcleos de población, que poseían la siguiente población en 2015 según el INE.
| Núcleo de población     | Población |
| ----------------------- | --------- |
| Sieteiglesias de Tormes | 198       |
| Pedro Martín            | 16        |

## Administración y política
| Partido político                                | 2019  | 2019  | 2019       | 2015  | 2015  | 2015       | 2011  | 2011  | 2011       | 2007  | 2007  | 2007       | 2003  | 2003  | 2003       |
| Partido político                                | %     | Votos | Concejales | %     | Votos | Concejales | %     | Votos | Concejales | %     | Votos | Concejales | %     | Votos | Concejales |
| Partido Socialista Obrero Español (PSOE)        | 73,11 | 87    | 4          | 65,32 | 81    | 4          | 64,08 | 91    | 4          | 55,48 | 81    | 4          | 42,86 | 57    | 1          |
| Partido Popular (PP)                            | 12,61 | 15    | 1          | 25,00 | 31    | 1          | 27,46 | 39    | 1          | 34,25 | 50    | 1          | 53,38 | 71    | 4          |
| Ciudadanos (Cs)                                 | —     | —     | —          | 30,56 | 22    | 0          | —     | —     | —          | —     | —     | —          | —     | —     | —          |
| Independientes de Sieteiglesias de Tormes (IST) | —     | —     | —          | —     | —     | —          | —     | —     | —          | 13,01 | 19    | 0          | —     | —     | —          |
| Unidad Regionalista de Castilla y León (URCL)   | —     | —     | —          | —     | —     | —          | —     | —     | —          | —     | —     | —          | 0,75  | 1     | 0          |
| Unión del Pueblo Salmantino (UPSa)              | —     | —     | —          | —     | —     | —          | —     | —     | —          | —     | —     | —          | 0,75  | 1     | 0          |

## Transporte
El municipio está muy bien comunicado por carretera, atravesándolo la SA-114, que lo une hacia el noreste con Encinas de Arriba y Alba de Tormes y hacia el suroeste con Fresno Alhándiga, donde desemboca en la carretera nacional N-630 que une Gijón con Sevilla y permite dirigirse tanto a la capital provincial como a otros núcleos cercanos, en paralelo a esta carretera discurre la autovía Ruta de la Plata que tiene el mismo recorrido que la nacional y que cuenta con salida directa en Fresno, permitiendo unas comunicaciones más rápidas desde Sieteiglesias con el resto del país.
En cuanto al transporte público se refiere, tras el cierre de la ruta ferroviaria de la Vía de la Plata, no existen servicios de tren en el municipio ni en los vecinos, ni tampoco línea regular con servicio de autobús. Por otro lado el aeropuerto de Salamanca es el más cercano, estando a unos 27 km de distancia.